# 井上通泰
井上 通泰（いのうえ みちやす、1867年1月26日（慶応2年旧暦12月21日） - 1941年（昭和16年）8月15日）は、主に明治時代に活躍した桂園派の歌人・国文学者、また眼科を専門とする医師でもあった。名は音読みで「つうたい」ともいう。幼名は松岡泰蔵。雅号に南天荘。
実弟の一人に民俗学を大成した柳田國男がいる。

## 来歴
1866年（慶応2年）、儒者（医者）松岡操の三男として、姫路元塩町に生れる。松岡家は播磨国の神東郡田原村辻川（現在の兵庫県神崎郡福崎町辻川）の旧家で、父・操は姫路藩の儒者・角田心蔵の女婿・田島某の弟として一時期田島家に籍を入れ、田島賢次の名で私塾の仁寿山黌や好古堂で修学し、のちに医者となった。

### 医師としての活動
1877年（明治10年）、12歳で神東郡吉田村の医者・井上碩平の養子となり、この頃より国学研究・文学活動を志した。1880年（明治13年）、東京帝国大学医学部予科に入学し、あわせて桂園派の和歌を学びはじめた。このころより森鷗外と終生の交友を結び、1889年（明治22年）には鴎外や落合直文らと共に同人組織の新声社を結成する。同年8月にはバイロン・シェイクスピア・ゲーテ・ハイネなどの極めて西洋的な抒情詩を、厳選した和文や漢語の典雅を駆使して訳出した訳詩集『於母影』（おもかげ）を『国民之友』誌の明治22年8月2日第58号夏期綴じ込み付録として発表した。西欧ロマンの心情を的確かつ流暢な日本語で表したこの詩集は、若き日の北村透谷や島崎藤村をすこぶる感化したばかりか、新体詩の形成とその芸術的昇華にも大きな影響を与えることになった。
1890年（明治23年）、東京大学医学部の卒業と同時に医科大学付属病院眼科助手となり、2年後に姫路病院眼科医長として帰郷する。そののち岡山医学専門学校の眼科の教授となって1902年（明治35年）まで郷里にあったが、その年の冬に職を辞して再度上京し、内幸町井上眼科医院を丸の内内幸町一丁目胃腸病院横町に開業した。1904年（明治37年）、論文によって医学博士の学位を授けられる。同年、「家庭衛生叢書　第１編」を執筆刊行。本書は北里柴三郎ら広範な専門の医師たちによる一般家庭用の「家庭の医学」書の原点であった。現存するもので第１０編まであり、けがの対象方法から花柳病(梅毒・淋病）、結婚と浮気についての対処法などが記述されている点で非常に実用的な家庭医学書として愛読された。（博文館出版）

### 歌人・国文学者としての活動
井上家に養子となったころに文学に目覚め、東大予科には和歌の道に開花し国文学者、歌人として名声を覇していた。森鴎外（森林太郎）は同窓であったが、通泰の影響を受けて文学の道に入った。彼が文学に傾倒したきっかけは実父・松岡操の影響が強い。操は播州・辻川の代々医師の出で、医業のかたわら儒学、漢学、国学にも秀でていた。姫路では漢学の私塾の主任教諭に迎えられ、明治初年には播磨の故郷辻川に帰っている。通泰が井上家へ養子に出されたのは、生家が生活に困窮していたことが一因であった。江戸時代から明治になり、英語主流の教育が流行する中で漢学を学ぶ者も少なくなり、操が学者の常として、生活のことなどあまり考えず極めて困窮していたことがあった。
通泰は医科大学卒業後、一時郷里に帰り姫路病院で眼科医長を務めた後、岡山医専の教授として赴任、岡山の地で後の歌人としての基盤を確固たるものにしたようである。岡山時代に通泰は、藤井高尚（岡山出身、本居宣長門下の高弟として知られ、江戸時代後期の代表的国学者であり歌人である）に興味を抱きその事跡を丹念に追い、1910年（明治43年）に『藤井高尚伝』を出版している。岡山時代の道泰の弟子の一人に正宗白鳥の弟の正宗敦夫がいる。敦夫は兄に代わり地元で家業の小間物屋を継ぎ、その傍ら通泰に師事し、在野にありながら後に『万葉集総索引』、『日本古典全集』『蕃山全集』などを編纂して国文学会に多大の貢献をし、1952年（昭和27年）にノートルダム清心女子大学教授に就任している。岡山での通泰は、吉備史談会会長など和歌や郷土史、国学等の中心的人物として過ごした。
岡山医専教授を辞した後、井上家を継いで田舎医者になることなく、東京で私立眼科医院を開業する。これは通泰と結婚した井上家の娘マサが、出産のために辻川に帰省していた時に身重のまま急死したこと、通泰が姫路病院に赴任する直前に再婚して井上家との関係が疎遠になったことも一因である。その後も、通泰は井上家の血筋が絶えないよう、井上家の縁者から養子をとり、井上家を継がそうと努力したようであるが駄目だったようである。
弟の柳田国男は「通泰は家のことはなにもかんがえないで世のなかのことばかりかんがえている。交際がひろくおおざっぱで国士の風格があった」と書いている。
森鴎外とは、森邸の観潮楼歌会などに出席するなど懇親を深めた。鴎外は通泰を東京大学の文学部文学博士に推すが、医業が本分との理由で辞退した。鴎外の縁で小出粲や大口鯛二などの宮中歌人と近くなり、1906年（明治39年）には歌会「常磐会」を結成する。同会はのちに山縣有朋をはじめとする大物も参加し、盛況を呈した。1907年（明治40年）御歌所寄人。1916年から1922年（大正5年から11年）までは宮内省と文部省の嘱託として『明治天皇御集』の編纂に携わった。1920年（大正9年）宮中顧問官。1926年（大正15年）に還暦を迎えるとこれを期に医業を畳み、以後は歌道と国文学研究に専心していった。1938年（昭和13年）12月9日、貴族院勅選議員に勅任される。議員在職のまま1941年（昭和16年）8月15日死去、満77歳。
上代国文学の分野においては、『風土記』について考察した『風土記新考』、同郷の江戸時代後期の国学者藤井高尚について綴った『藤井高尚伝』をはじめ、維新後初の試みとなった万葉集全歌の注釈『万葉集新考』などを遺している。
また、天神真楊流柔術を井上敬太郎から学んだ。

## 著作
- 『和漢朗詠集和歌評釋(国立国会図書館）(ｾｷ)』全１巻　井上通泰著　1904年（明治37年）6月25日発刊　弘文館　発行者；吉川半七
- 『家庭衛生叢書（国立国会図書館）』全10巻　井上通泰監修　1905年(明治38年)～1906年(明治39年）博文館
- 『井上通泰上代関係著作集(国立国会図書館）』全14巻、秀英書房（復刻）、1986年（昭和61年）
- 『井上通泰文集』 島津書房、1995年（平成7年）、ほか
- 『肥前風土記新考・豊後風土記新考・西海道風土記逸文新考』 井上通泰 著 秀英書房 1986
- 『万葉集雑攷・万葉集追攷』 井上通泰 著 秀英書房 1986
- 『上代歴史地理新考』井上通泰 著 秀英書房 1986
- 『播磨国風土記新考』井上, 通泰(1866-1941) 秀英書房 1986

## 栄典
位階
- 1902年（明治35年）10月18日 - 従五位[5]
- 1926年（大正15年）7月2日 -  従三位[6]

勲章等
- 1940年（昭和15年）8月15日 - 紀元二千六百年祝典記念章[7]

## 家族・親族
- 養父：井上碩平 - 医師
- 実父：松岡操 - 儒医
- 実母：たけ
  - 長男：松岡鼎 - 医師
  - 次男：松岡俊次 - 夭折
  - 三男：井上通泰
  - 長女：松岡芳江 - 夭折
  - 四男：松岡友治 - 夭折
  - 五男：柳田國男 - 民俗学者
  - 六男：松岡静雄 - 言語学者・民族学者 、海軍大佐
  - 七男：松岡映丘（輝夫）- 日本画家

1992年（平成4年）秋に、姫路文学館で『松岡五兄弟 松岡鼎・井上通泰・柳田国男・松岡静雄・松岡映丘』展が催された。